# Bandol
Bandol is een gemeente in het Franse departement Var (regio Provence-Alpes-Côte d'Azur) en telt 7905 inwoners (1999). De plaats maakt deel uit van het arrondissement Toulon.

## Geografie
De oppervlakte van Bandol bedraagt 8,6 km², de bevolkingsdichtheid is 919,2 inwoners per km².

## Verkeer en vervoer
In de gemeente ligt het station Bandol.
De onderstaande kaart toont de ligging van Bandol met de belangrijkste infrastructuur en aangrenzende gemeenten.

## Demografie
Onderstaande figuur toont het verloop van het inwonertal (bron: INSEE-tellingen).

## Overleden
- Louis Lumière (1864-1948), Frans zakenman en filmpionier
- Manuel Portela Valladares (1868-1952), Spaans politicus
- Alfred Kastler (1902–1984), Frans natuurkundige